# Jimin
Park Ji-min (en hangul, 박지민; Busan, 13 de octubre de 1995), conocido como Jimin, es un compositor, coreógrafo, cantante y bailarín surcoreano. Desde 2013 es miembro del grupo BTS bajo la compañía Big Hit Music. Tiene tres canciones interpretadas en solitario, que forman parte de la discografía de BTS —«Lie» en 2016, «Serendipity» en 2017 y «Filter» en 2020—, que han entrado a la lista Gaon Digital Chart en Corea del Sur.
En 2018 publicó su primera canción como solista, titulada «Promise», mientras que en 2022 colaboró junto a Ha Sung-woon en un tema para la banda sonora del drama Our Blues. En 2023, Jimin participó en el sencillo «Vibe» con Taeyang y lanzó su primer álbum, Face, que debutó en el primer lugar en Corea de Sur y Japón y en el segundo lugar en Estados Unidos. El segundo sencillo del disco, «Like Crazy», se posicionó en el número uno en la Billboard Hot 100, por lo que se convirtió en el primer solista coreano en encabezar esta lista.
Además, Jimin se ha convertido en el solista de grupo de K-pop con mayor permanencia en diversos listados de Billboard, incluyendo el Billboard Global 200, el Billboard Hot 100 y las listas de canciones más escuchadas en streaming. Su éxito en solitario ha marcado un hito para los artistas coreanos en la industria musical internacional.

## Primeros años y educación
Park Ji-min nació el 13 de octubre de 1995 en Geumjeong-gu, Busan, Corea del Sur. Además de su padre y madre, también tiene un hermano menor. Cuando era pequeño asistió a la Escuela Primaria Hoedong y a la Yeonsan Middle School. Asimismo tomó clases en la Academia Just Dance, donde aprendió distintos tipos de baile urbano como popping y locking. Antes de convertirse en aprendiz, Jimin estudió en la Escuela Superior de Artes de Busan, donde practicó danza moderna; fue el estudiante más destacado de su departamento. Audicionó para Big Hit Entertainment después de que un profesor le sugiriera postular para una agencia de entretenimiento. Posteriormente se transfirió a la Escuela Superior de Artes de Corea en 2012, tras ser admitido en la compañía.
Jimin se graduó de la Global Cyber University en agosto de 2020, con una especialidad en Entretenimiento y Telecomunicación. A fecha de 2021, estudia una Maestría en Administración de Empresas en la Hanyang Cyber University.

## Carrera

### 2013-presente: BTS

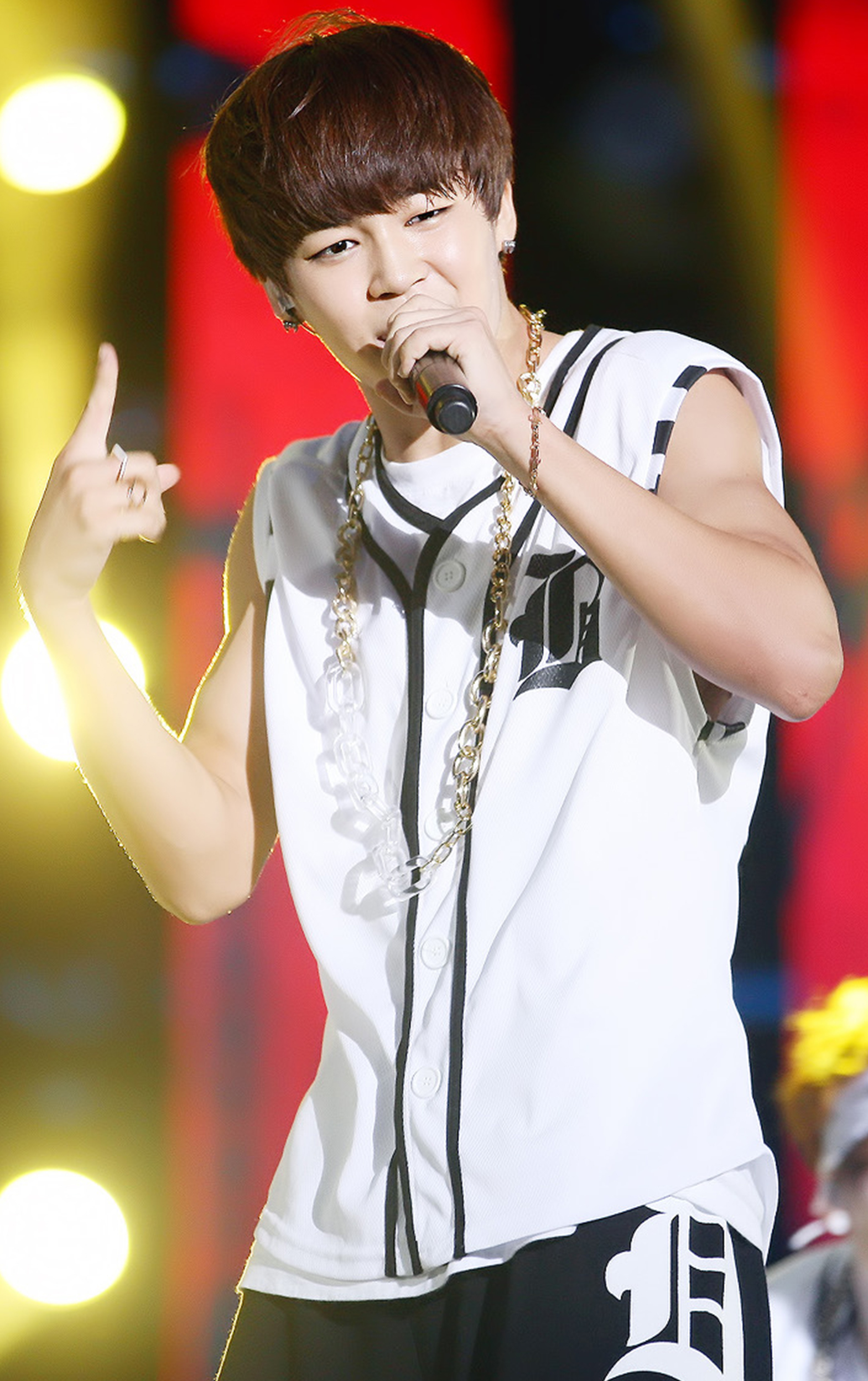
Jimin en una presentación en el Incheon Sky Festival en septiembre de 2013.

Park Jimin debutó como integrante de BTS el 13 de junio de 2013 y desde entonces, en su carrera como parte del grupo, ha interpretado tres canciones en solitario: «Lie», «Serendipity» y «Filter». «Lie» formó parte del segundo álbum de estudio de BTS Wings (2016); según Cho Jin-young de IZM, el tema es «dramático, impresionante» y transmite «emociones y tonos profundos que ayudan a reflejar el concepto general del disco». En contraste, «Serendipity» —que se publicó en el EP Love Yourself: Her (2017)— es una canción «suave y sensual» que trata sobre «la alegría, convicción y curiosidad del amor». Por otro lado, «Filter» —de Map of the Soul: 7 (2020)— tiene un estilo influenciado por el pop latino y su letra refleja las diferentes facetas que Jimin muestra al mundo.
Entre 2018 y 2019, tanto «Serendipity» (en su versión corta y larga) como «Lie» superaron los 50 millones de streams en Spotify, con ello Jimin fue el primer artista coreano en tener tres canciones con esa cantidad de reproducciones. En mayo de 2019 el video musical de «Serendipity» superó las 100 millones de vistas en YouTube, por lo que fue el primer miembro de BTS en alcanzar esta marca con un clip de una canción interpretada como solista. En febrero «Filter» estableció un nuevo récord para la canción con el mayor debut en Spotify, con más de 2.2 millones de streams en las primeras 24 horas tras su lanzamiento. Además, se convirtió en el tema de un artista coreano que superó más rápidamente desde 20 hasta 60 millones de streams y es el único interpretado por un miembro de BTS en recibir una nominación a canción del año en los Gaon Chart Music Awards. «Filter» es la 15.º canción de BTS en pasar todo un año en la World Digital Song Sales y el tema en coreano lanzado en 2020 que ha estado el mayor tiempo en la lista,  con 80 semanas hasta la edición del 9 de octubre de 2021.
El 25 de octubre de 2018, él y los demás integrantes de BTS recibieron la Orden al Mérito Cultural, específicamente la quinta clase (Hwagwan), otorgada por el Presidente de Corea del Sur. Similarmente, en julio de 2021 el presidente Moon Jae-in lo eligió —junto con los otros miembros del grupo— como Enviado Presidencial Especial para las Generaciones Futuras y la Cultura para «liderar la agenda global para las generaciones futuras, como el crecimiento sostenible» y «expandir los esfuerzos diplomáticos de Corea del Sur y su posición mundial» en la comunidad internacional.

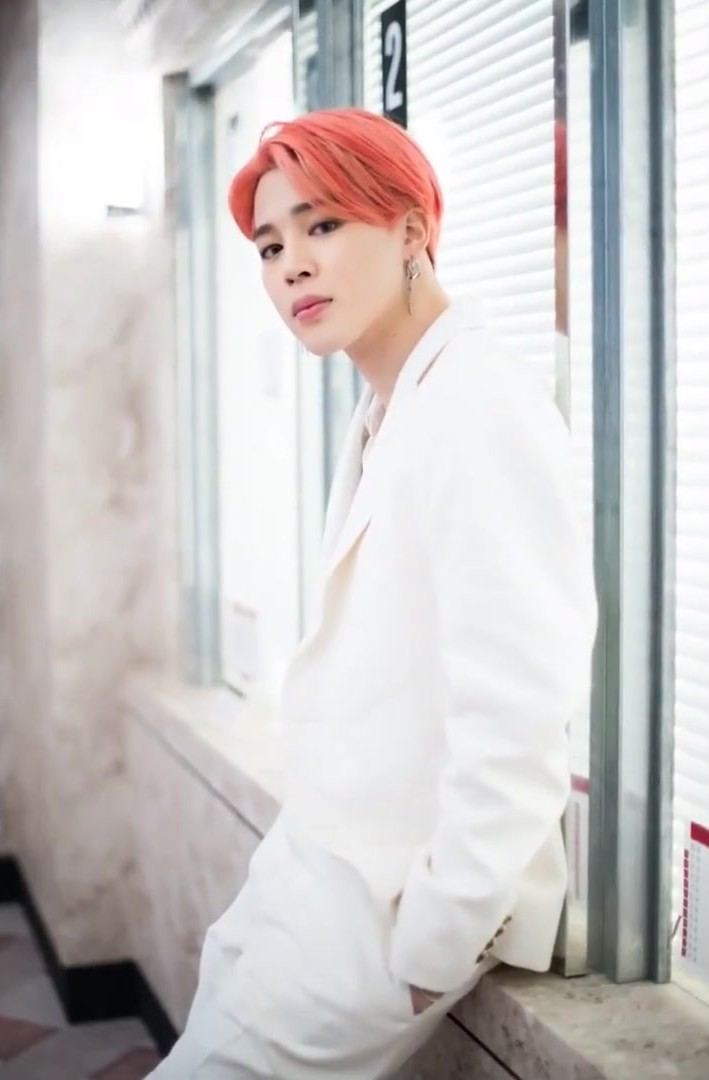
Jimin en el set del video musical de «Boy with Luv» en marzo de 2019.

### 2014-presente: Actividades en solitario
En 2014, Jimin colaboró con su compañero de grupo y vocalista Jungkook en la canción «Christmas Day», una versión en coreano del tema «Mistletoe» de Justin Bieber. Los dos colaboraron nuevamente en 2017 e hicieron un cover de «We Don't Talk Anymore» (2016) de Charlie Puth. Jungkook ya había publicado una versión de la canción en febrero de ese año; sin embargo, ambos prepararon un dueto como un regalo para los fanáticos del grupo y lo lanzaron el 2 de junio durante la celebración por el cuarto aniversario del debut de BTS. En 2016 apareció en programas de variedades —entre ellos Celebrity Bromance, Hello Counselor, Please Take Care of My Refrigerator y God's Workplace—  y fue presentador especial de los programas musicales Show! Music Core y M Countdown.  Además, en el mes de diciembre realizó una actuación de baile con Taemin de SHINee en el evento KBS Song Festival.
El 30 de diciembre de 2018 publicó su primer tema en solitario, «Promise», en la página de SoundCloud de BTS. El 3 de enero de 2019, la plataforma anunció que «Promise» había superado el récord de la canción más reproducida en 24 horas tras su lanzamiento, que pertenecía previamente a «Duppy Freestyle» de Drake. Tamar Herman de Billboard la describió como una «balada pop apacible»; Jimin la compuso junto con Slow Rabbit, quien también la produjo, y escribió la letra con su compañero de BTS RM. El 24 de diciembre de 2020 publicó «Christmas Love», que trata sobre los recuerdos de su infancia durante las festividades de Navidad. En 2022, Jimin participó en la banda sonora del drama Our Blues con «With You», un dueto con Ha Sung-woon, que se lanzó el 24 de abril.En 2023, Jimin se convirtió en embajador de Dior, la reconocida marca a nivel global, mencionando que representa la singularidad y atemporalidad de la marca de lujo.De igual manera, durante el mismo año, lanzó su primer álbum en solitario, «Face»

## Talentos

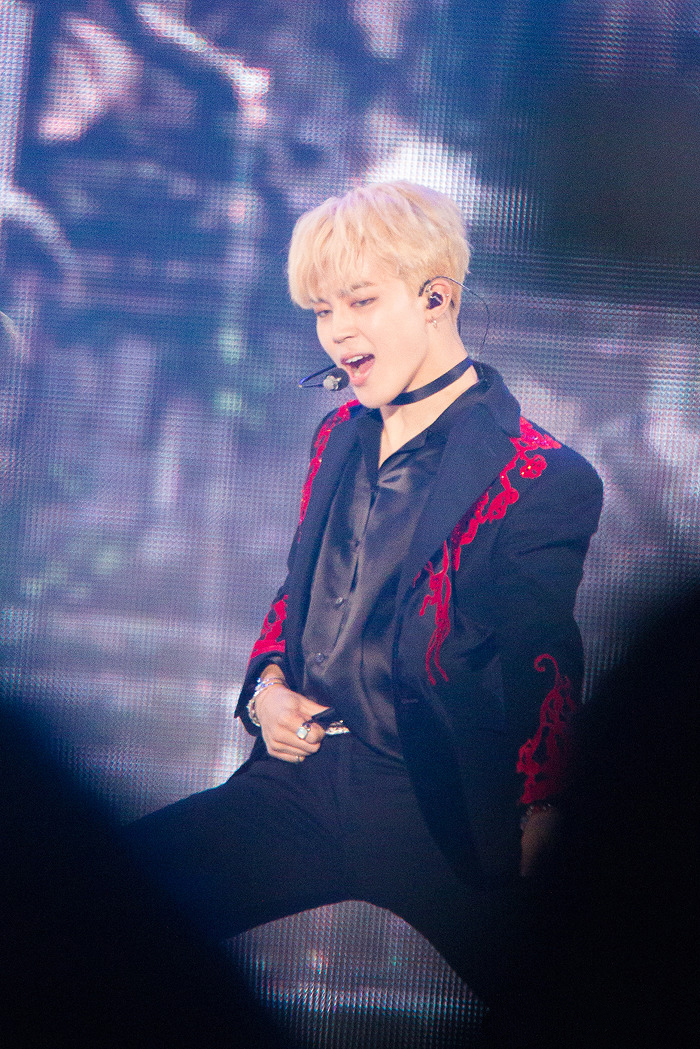
Jimin en la presentación de «Blood Sweat & Tears» en los Melon Music Awards de 2016.

La voz de Jimin ha sido descrita como delicada y agradable. Es considerado un bailarín excepcional entre los miembros de su grupo y en la industria del K-pop en general. Noelle Devoe, de Elite Daily, comentó que a menudo es elogiado por sus «movimientos suaves y elegantes», así como por su carisma en el escenario. Ha citado al cantante Rain como su inspiración para convertirse en cantante y bailarín.

## Impacto e influencia
En 2016 Jimin se posicionó en el puesto 14 de los idols más preferidos en una encuesta realizada por Gallup Corea. Posteriormente llegó al séptimo puesto en 2017 y al primero tanto en 2018 como en 2019, por lo que fue el primer idol en encabezar la lista por dos años consecutivos. En 2018 fue la novena celebridad y el octavo músico sobre los que más se tuiteó en el mundo. También fue escogido por The Guardian como el décimo séptimo mejor integrante de una boyband en la historia.
En 2019 recibió una placa de apreciación de la Sociedad para la Conservación Cultural por realizar la danza tradicional coreana buchaechum durante los Melon Music Awards de 2018, y ayudar a difundir el baile fuera de Corea.
Jimin ha sido mencionado a menudo como una influencia o modelo a seguir por parte de varios idols en la industria del K-pop, entre ellos: Arthur de Kingdom, Bic de MCND, Kim Si-hun de BDC, Woochul de Newkidd, Hyunjin de Stray Kids, Wooyoung de Ateez, Lim Se-jun de Victon, Huening Kai y Beomgyu de TXT, y Ni-ki y Jay de Enhypen.

## Filantropía

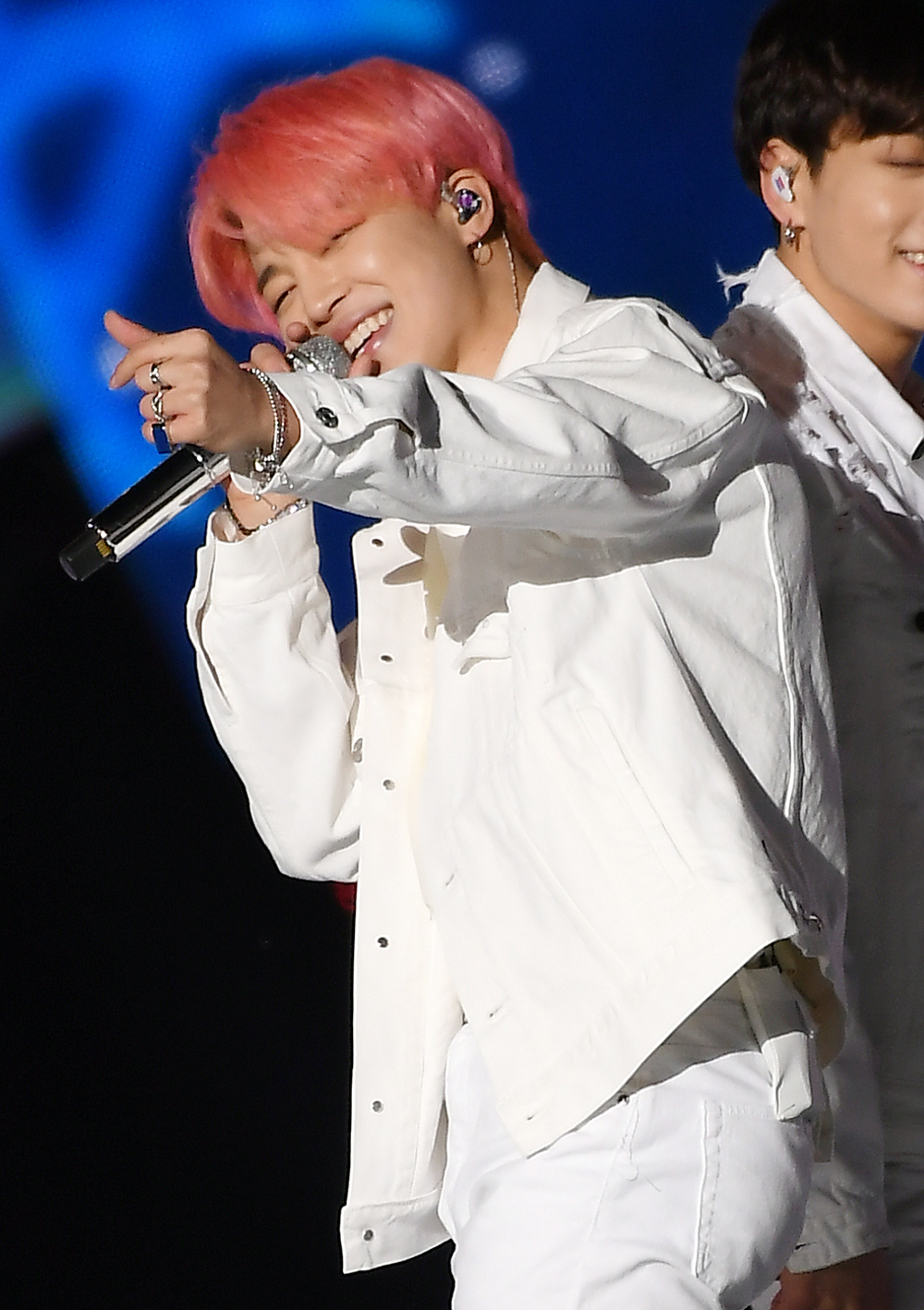
Jimin en 2019

Desde 2016 hasta 2018, Jimin ayudó a los graduados de la escuela Busan Hoedong Elementary School a cubrir los gastos de sus uniformes. Después de que el establecimiento cerró, regaló uniformes de verano e invierno a los estudiantes y álbumes autografiados a todo el alumnado. A inicios de 2019 donó 100 millones KRW (88 000 USD) al Departamento de Educación de Busan para apoyar a estudiantes de bajos recursos económicos, de ese total 30 millones KRW (23 000 USD) se destinaron al colegio Busan Arts High School, En julio de 2020 donó 100 millones KRW a la organización Jeonnam Future Education Foundation para crear una beca con la que se financiaría a estudiantes con problemas económicos de la provincia de Jeolla del Sur. En julio de 2021, Jimin donó 100 millones KRW a Rotary International para ayudar a pacientes de polio. Al igual que con donaciones anteriores se realizó en privado; sin embargo, se hizo público en septiembre cuando el Go-seong Rotary Club mostró una pancarta de agradecimiento. El 12 de octubre de 2021 se anunció que Jimin se había convertido en miembro del Green Noble Club, un grupo de donantes de la fundación Green Umbrella Children's Foundation que han realizado donaciones mayores a 100 millones KRW.

## Discografía

### Álbumes de estudio
| Año                                                                                    | Álbum | Posicionamiento en listas | Posicionamiento en listas | Posicionamiento en listas | Posicionamiento en listas | Posicionamiento en listas | Posicionamiento en listas | Certificaciones    | Ventas           |
| Año                                                                                    | Álbum | CAN                       | COR                       | EUA                       | EUA                       | JPN                       | JPN                       | Certificaciones    | Ventas           |
| Año                                                                                    | Álbum | CAN                       | COR                       | Billb. 200                | World                     | Hot                       | Oricon                    | Certificaciones    | Ventas           |
| -------------------------------------------------------------------------------------- | --- | ------------------------- | ------------------------- | ------------------------- | ------------------------- | ------------------------- | ------------------------- | ------------------ | ---------------- |
| 2023                                                                                   | Face - Lanzamiento: 24 de marzo de 2023 - Discográfica: Big Hit Music - Formatos: CD, descarga digital y streaming | 10                        | 1                         | 2                         | 1                         | 1                         | 1                         | - KMCA: Millón     | - COR: 1 573 868 |
| 2024                                                                                   | Muse - Lanzamiento: 19 de julio de 2024 - Discográfica: Big Hit Music - Formatos: CD, descarga digital y streaming | 24                        | 2                         | 2                         | 2                         | 3                         | 3                         | - KMCA: 2× Platino | - COR: 887 399   |
| «—» indica que el álbum no alcanzó posición alguna o no fue lanzado en ese territorio. | |                           |                           |                           |                           |                           |                           |                    |                  |

### Sencillos

#### Como artista principal
| Título                                                                            | Año  | Posición más alta | Posición más alta | Posición más alta | Posición más alta | Posición más alta | Posición más alta | Posición más alta | Álbum         |
| Título                                                                            | Año  | CAN               | COR               | COR               | EUA               | EUA               | JPN               | RU                | Álbum         |
| Título                                                                            | Año  | CAN               | Circle            | Songs             | Hot 100           | World             | JPN               | RU                | Álbum         |
| --------------------------------------------------------------------------------- | ---- | ----------------- | ----------------- | ----------------- | ----------------- | ----------------- | ----------------- | ----------------- | ------------- |
| «Promise» (약속)                                                                  | 2018 | —                 | —                 | —                 | —                 | 2                 | —                 | —                 | Sin álbum     |
| «Christmas Love»                                                                  | 2020 | —                 | —                 | —                 | —                 | 3                 | —                 | —                 | Sin álbum     |
| «With You» (con Ha Sung-woon)                                                     | 2022 | —                 | 15                | —                 | —                 | —                 | —                 | —                 | Our Blues OST |
| «Set Me Free Pt. 2»                                                               | 2023 | 45                | 24                | 6                 | 30                | 1                 | 59                | 30                | Face          |
| «Like Crazy»                                                                      | 2023 | 21                | 8                 | 4                 | 1                 | 1                 | 43                | 8                 | Face          |
| «Angel Pt. 2» (con Jvke, featuring Charlie Puth y Muni Long)                      | 2023 | —                 | 128               | —                 | 65                | —                 | 88                | —                 | Sin álbum     |
| «Closer Than This»                                                                | 2023 | —                 | 42                | 20                | —                 | 1                 | 84                | —                 | Sin álbum     |
| «Smeraldo Garden Marching Band» (con Loco)                                        | 2024 | —                 | 44                | 24                | 88                | 1                 | 77                | 46                | Muse          |
| «Who»                                                                             | 2024 | 32                | 33                | 2                 | 14                | —                 | 21                | 4                 | Muse          |
| «—» indica que la canción no alcanzó posición alguna o no fue lanzada en el país. |      |                   |                   |                   |                   |                   |                   |                   |               |

#### Como artista invitado
| Título                                                                            | Año  | Posición más alta | Posición más alta | Posición más alta | Posición más alta | Posición más alta | Posición más alta | Posición más alta | Posición más alta | Álbum             |
| Título                                                                            | Año  | AUS               | CAN               | COR               | COR               | EUA               | EUA               | JPN               | RU                | Álbum             |
| Título                                                                            | Año  | AUS               | CAN               | Circle            | Songs             | Hot 100           | World             | JPN               | RU                | Álbum             |
| --------------------------------------------------------------------------------- | ---- | ----------------- | ----------------- | ----------------- | ----------------- | ----------------- | ----------------- | ----------------- | ----------------- | ----------------- |
| «Vibe» (Taeyang con Jimin)                                                        | 2023 | 48                | 59                | 5                 | 4                 | 76                | 1                 | 32                | 96                | Sin álbum         |
| «Angel Pt. 1» (Kodak Black y NLE Choppa featuring Jimin, Jvke y Muni Long)        | 2023 | —                 | 63                | 88                | 18                | 65                | —                 | 88                | 82                | Fast X Soundtrack |
| «—» indica que la canción no alcanzó posición alguna o no fue lanzada en el país. |      |                   |                   |                   |                   |                   |                   |                   |                   |                   |

### Otras canciones
| Título                                          | Año  | Formato                     | Notas                                                           | Ref    |
| ----------------------------------------------- | ---- | --------------------------- | --------------------------------------------------------------- | ------ |
| «95 Graduation» (con V)                         | 2014 | Descarga digital, streaming | Canción por la graduación de los dos miembros de BTS            | [ 79 ] |
| «Christmas Day» (con Jungkook)                  | 2014 | Descarga digital, streaming | Cover en coreano de la canción «Mistletoe» de Justin Bieber     | [ 25 ] |
| «We Don't Talk Anymore Pt.2» (Jimin & Jungkook) | 2017 | Descarga digital, streaming | Cover de «We Don't Talk Anymore» de Charlie Puth y Selena Gomez | [ 26 ] |

#### En listas
| Título                                                                            | Año  | Posición más alta | Posición más alta | Posición más alta | Posición más alta | Posición más alta | Posición más alta | Ventas         | Álbum              |
| Título                                                                            | Año  | CAN               | COR               | COR               | EUA               | EUA               | HUN               | Ventas         | Álbum              |
| Título                                                                            | Año  | CAN               | Circle            | Songs             | Hot 100           | World             | HUN               | Ventas         | Álbum              |
| --------------------------------------------------------------------------------- | ---- | ----------------- | ----------------- | ----------------- | ----------------- | ----------------- | ----------------- | -------------- | ------------------ |
| «Lie»                                                                             | 2016 | —                 | 19                | —                 | —                 | 3                 | —                 | - COR: 114 691 | Wings              |
| «Intro: Serendipity»                                                              | 2017 | —                 | 18                | 9                 | —                 | 2                 | 19                | - COR: 114 128 | Love Yourself: Her |
| «Filter»                                                                          | 2020 | 88                | 15                | 9                 | 87                | 1                 | 6                 | - EUA: 17 000  | Map of the Soul: 7 |
| «Face-off»                                                                        | 2023 | —                 | 91                | —                 | —                 | 4                 | —                 |                | Face               |
| «Alone»                                                                           | 2023 | —                 | 112               | —                 | —                 | 5                 | —                 |                | Face               |
| «Interlude: Dive»                                                                 | 2023 | —                 | 136               | —                 | —                 | —                 | —                 |                | Face               |
| «Like Crazy» (English version)                                                    | 2023 | —                 | 156               | —                 | —                 | —                 | —                 |                | Face               |
| «—» indica que la canción no alcanzó posición alguna o no fue lanzada en el país. |      |                   |                   |                   |                   |                   |                   |                |                    |

### Composiciones
Todas las canciones han sido adaptadas de la base de datos de la Korea Music Copyright Association.
| Canción                     | Año  | Álbum                                     | Artista |
| --------------------------- | ---- | ----------------------------------------- | ------- |
| «Outro: Circle Room Cypher» | 2013 | 2 Cool 4 Skool                            | BTS     |
| «Boyz with Fun»             | 2015 | The Most Beautiful Moment in Life, Part 1 | BTS     |
| «Lie»                       | 2016 | Wings                                     | BTS     |
| «Promise»                   | 2018 | Sin álbum                                 | Jimin   |
| «Friends»                   | 2020 | Map of the Soul: 7                        | BTS     |
| «In the Soop»               | 2020 | Sin álbum                                 | BTS     |
| «Dis-ease»                  | 2020 | Be                                        | BTS     |
| «Christmas Love»            | 2020 | Sin álbum                                 | Jimin   |

## Filmografía

### Tráileres y vídeos cortos
| Año  | Título             | Director                              | Ref.   |
| ---- | ------------------ | ------------------------------------- | ------ |
| 2016 | Lie #2             | Yong-seok Choi (Lumpens)              | [ 88 ] |
| 2017 | Intro: Serendipity | Yong-seok Choi & Won-ju Lee (Lumpens) | [ 89 ] |

### Televisión
| Año  | Cadena | Programa         | Papel       | Notas           | Ref.   |
| ---- | ------ | ---------------- | ----------- | --------------- | ------ |
| 2016 | MBC    | Show! Music Core | Presentador | Con Jungkook    | [ 30 ] |
| 2016 | Mnet   | M Countdown      | Presentador | Con Jin         | [ 90 ] |
| 2017 | Mnet   | M Countdown      | Presentador | Con RM y J-Hope | [ 31 ] |

## Premios y nominaciones
| Premiación            | Año  | Categoría                         | Nominado/trabajo              | Resultado | Ref.   |
| --------------------- | ---- | --------------------------------- | ----------------------------- | --------- | ------ |
| APAN Star Awards      | 2022 | Mejor banda sonora original       | «With You» (con Ha Sung-woon) | Nominado  | [ 91 ] |
| The Fact Music Awards | 2023 | Mejor música (Primavera)          | «Like Crazy»                  | Pendiente | [ 92 ] |
| MAMA Awards           | 2022 | Mejor banda sonora                | «With You» (con Ha Sung-woon) | Nominado  | [ 93 ] |
| MAMA Awards           | 2022 | Canción del año                   | «With You» (con Ha Sung-woon) | Nominado  | [ 93 ] |
| Seoul Music Awards    | 2023 | Mejor banda sonora                | «With You» (con Ha Sung-woon) | Nominado  | [ 94 ] |
| Seoul Music Awards    | 2023 | Elección de los fanáticos - abril | Jimin                         | Pendiente | [ 95 ] |